# Xelo Miralles
Xelo Miralles (Oliva) es una periodista y presentadora de televisión española. Fue la primera cara que abrió las emisiones de Canal Nou, primera cadena de la televisión autonómica valenciana. Durante varios años presentó los informativos de esta cadena. Posteriormente fue la presentadora de "Dossiers" y más recientemente del informativo semanal de temática medioambiental "Medi Ambient", en Punt Dos. Actualmente, aparece esporádicamente en el programa ".Docs" de ÀPunt.
- Datos: Q9096596